# Hualtacal (Tumbes)
Hualtacal es un caserío peruano ubicado en el distrito de San Jacinto, perteneciente a la provincia y el departamento de Tumbes, al norte del Perú. 

## Ubicación
Hualtacal se ubica al oeste de la provincia de Tumbes, en el distrito de San Jacinto, en el departamento de Tumbes.

## Demografía
En 2017 Hualtacal tenía una población de 97 habitantes.